# Tao Xiaoqiang
Tao Xiaoqiang (chinesisch 陶曉強 / 陶晓强, Pinyin Táo Xiǎoqiáng, * 29. November oder 15. April 1973) ist ein ehemaliger chinesischer Badmintonspieler.

## Karriere
Tao Xiaoqiang wurde 1996 bei seiner einzigen Olympiateilnahme Fünfter im Mixed mit Wang Xiaoyuan und Neunter im Herrendoppel mit Ge Cheng. Mit Ge Cheng gewann er im gleichen Jahr auch die Polish Open. Ein Jahr später siegten sie bei den China Open.

## Sportliche Erfolge
| Saison | Veranstaltung | Disziplin    | Platz | Name                          |
| ------ | ------------- | ------------ | ----- | ----------------------------- |
| 1996   | Olympia       | Mixed        | 5     | Tao Xiaoqiang / Wang Xiaoyuan |
| 1996   | Olympia       | Herrendoppel | 9     | Tao Xiaoqiang / Ge Cheng      |
| 1996   | Dutch Open    | Herrendoppel | 1     | Tao Xiaoqiang / Ge Cheng      |
| 1996   | Polish Open   | Herrendoppel | 1     | Tao Xiaoqiang / Ge Cheng      |
| 1997   | China Open    | Herrendoppel | 1     | Tao Xiaoqiang / Ge Cheng      |
| 1997   | Thailand Open | Mixed        | 3     | Tao Xiaoqiang / Tang Yongshu  |
| 2000   | Smiling Fish  | Herrendoppel | 1     | Tao Xiaoqiang / Ge Cheng      |
| 2000   | Smiling Fish  | Mixed        | 1     | Tao Xiaoqiang / Tao Xiaolan   |